# Hrabia Craven

## Informacje ogólne
- Dodatkowymi tytułami hrabiego Craven są:
  - wicehrabia Uffington
  - baron Craven
- Najstarszy syn hrabiego Craven nosi tytuł wicehrabiego Uffington
- Rodową siedzibą hrabiów Craven jest Hawkwood House niedaleko Waldron w hrabstwie Wessex

Hrabiowie Craven 1. kreacji (parostwo Anglii)
- 1664–1697: William Craven, 1. hrabia Craven i 1. baron Craven

Baronowie Craven 1. kreacji (parostwo Anglii)
- 1626–1697: William Craven, 1. hrabia Craven i 1. baron Craven
- 1697–1711: William Craven, 2. baron Craven
- 1711–1739: William Craven, 3. baron Craven
- 1739–1764: Fulwar Craven, 4. baron Craven
- 1764–1769: William Craven, 5. baron Craven
- 1769–1791: William Craven, 6. baron Craven
- 1791–1825: William Craven, 7. baron Craven

Hrabiowie Craven 2. kreacji (parostwo Zjednoczonego Królestwa)
- 1801–1825: William Craven, 1. hrabia Craven
- 1825–1866: William Craven, 2. hrabia Craven
- 1866–1883: Grimston Craven, 3. hrabia Craven
- 1883–1921: William George Robert Craven, 4. hrabia Craven
- 1921–1932: William George Bradley Craven, 5. hrabia Craven
- 1932–1965: William Robert Bradley Craven, 6. hrabia Craven
- 1965–1983: Thomas Robert Douglas Craven, 7. hrabia Craven
- 1983–1990: Simon George Craven, 8. hrabia Craven
- 1990: Benjamin Robert Joseph Craven, 9. hrabia Craven